# Pyramidelloides angulata
Pyramidelloides angulata is een slakkensoort uit de familie van de Eulimidae. De wetenschappelijke naam van de soort is voor het eerst geldig gepubliceerd in 1882 door Jickeli.